# His Wife's Friend
His Wife's Friend er en amerikansk stumfilm fra 1919 af Joe De Grasse.

## Medvirkende
- Dorothy Dalton som Lady Marion Grimwood
- Warren Cook som Robert Grimwood
- Henry Mortimer som John Heritage
- Richard Neill som Lord Waverly
- Paul Cazeneuve som Ling Foo